# فیروز (ساسانی)
فیروز شاهزاده ساسانی والی گیلان فرزند نرسی کامگار والی ارمنستان، فاتح دربند و فاتح گیلان و نوهٔ جاماسپ بیست و یکمین پادشاه ساسانی می‌باشد.  ممالک خزر سقلاب روس حلقه متابعت از فیروز در گوش داشتند. اطراف ممالک به قهر و غلبه زیادت گردانید تا به گیلان رسید و پس از چند سال گیل ها طوعا و کرها به اطاعت از او گردن نهادند. وی با دختر یکی از شاهزادگان گیلان ازدواج نمود و صاحب فرزندی به نام گیلانشاه شده که پس از وی در دولاب حاکم گیلان گردید.